# Japan Electronics and Information Technology Industries Association
 (mai 2025).
Si vous disposez d'ouvrages ou d'articles de référence ou si vous connaissez des sites web de qualité traitant du thème abordé ici, merci de compléter l'article en donnant les références utiles à sa vérifiabilité et en les liant à la section « Notes et références ».
La Japan Electronics and Information Technology Industries Association (社団法人電子情報産業協会, Shadan-hōjin Denshi Jōhō Sangyō Kyōkai, JEITA) est une association de commerce japonaise pour l'électronique et les technologies de l'information et de la communication. Elle est formée en 2000 à partir de deux organizations, l'Electronic Industries Association of Japan et la Japan Electronic Industry Development Association.